# Eurychilinidae
Famille
Les Eurychilinidae sont une famille fossile de crustacés de la classe des ostracodes, de la sous-classe des Podocopa et de l'ordre des Palaeocopida. 

## Liste des sous-taxons
Selon Paleobiology Database (1er août 2019):
- sous-famille †Euprimitiinae
- sous-famille †Eurychilininae
- genre †Laccochilina
- genre †Opikella

Selon BioLib (1er août 2019):
- genre †Chilobolbina Ulrich & Bassler, 1923
- genre †Cystomatochilina Jaanusson, 1957
- genre †Hesperidella Öpik, 1937
- genre †Laccochilina Hessland, 1949
- genre †Lembitsarvella Olempska, 1994
- genre †Piretella Öpik, 1937